# Братская могила советских воинов (Раменское)
Братская могила советских воинов — братская могила на центральном кладбище города Раменское Московской области.
Номер захоронения в ВМЦ (Военно-мемориальный центр): 50-701/2014.

## История

### Кладбище
Центральное городское Раменского находится на улице Красноармейской и было открыто в 1871 году. На территории кладбища сохранилась каменная часовня Успения, построенная в 1871 году. Официально закрыто для свободного захоронения с 2013 года.

### Мемориал
В годы Великой Отечественной войны на территории кладбища осуществлялись братские и индивидуальные захоронения военнослужащих, погибших в боях и умерших от ран в госпиталях города Раменское и посёлка Стаханово (ныне город Жуковский), что подтверждается документами Центрального Архива Министерства обороны Российской федерации. На территории Раменского района было организовано 10 госпиталей.
На братской могиле установлена длинная стела из бетона, на которой большими буквами написано: «Имя ваше бессмертно, подвиг ваш не забыт». На другой части стелы установлены семь мемориальных табличек с именами 255 советских воинов, похороненных зимой, 1941—1942 годов. В центре мемориала на постаменте находится памятник «Скорбящей матери».
Кроме братского мемориала недалеко от него находятся могилы двух Героев Советского Союза — Н. А. Ищенко и И. Ф. Щукина.